# Centro de Estudio de la Naturaleza (Runde)

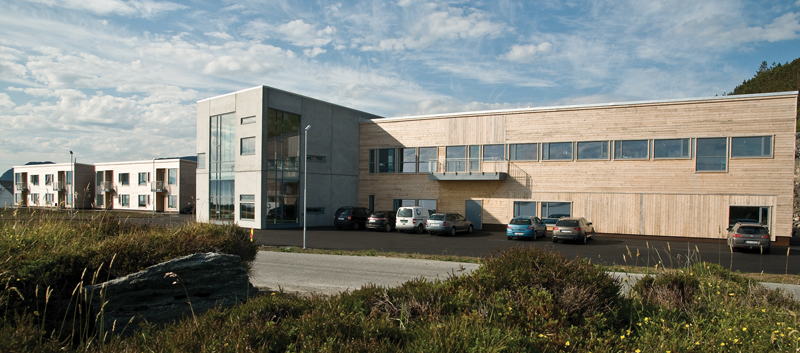
Centro de Estudio de la Naturaleza de Runde

El Centro de Estudio de la Naturaleza de Runde (en noruego: Runde Miljøsenter) es una estación de investigación en la isla noruega de Runde. El centro tiene cuatro actividades principales: una estación marina, una casa y un centro para otros negocios, un centro de información y un centro de conferencias con 34 habitaciones estándar de hotel divididas en 8 suites de apartamentos. La isla de Runde está situada en el municipio de Herøy en el condado de Møre og Romsdal, Noruega. Se encuentra a 15 kilómetros (9,3 mi) al norte de Fosnavåg.

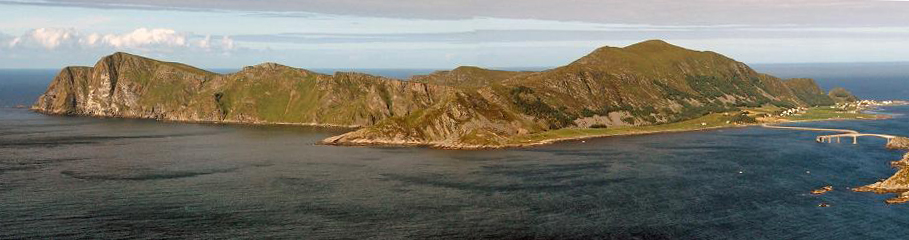
Isla de Runde

## Actividad de investigación
La estación marina es la actividad dominante en el Centro. La actividad de investigación es financiada por fondos de proyectos independientes, subvenciones gubernamentales y contribuciones de científicos e institutos visitantes. El plan científico a largo plazo se basa en los campos de la meteorología, la oceanografía, la contaminación marina, las aves marinas, la biología marina y la energía renovable, así como para el estudio de plancton, peces, mamíferos marinos y [[flora] terrestre.

## Oficina de Turismo
El centro de información turística de la isla se encuentra en el Centro.